# Tuyến đường sắt Semmering
Tuyến đường sắt Semmering (tiếng Đức: Semmeringbahn) là một tuyến đường sắt ở Áo, bắt đầu từ Gloggnitz chạy qua Semmering đến Mürzzuschlag là tuyến đường sắt trên núi đầu tiên trên thế giới, đặc biệt là do đi qua địa thế rất khó khăn có độ cao rất chênh lệch. Đây là tuyến đường sắt đầu tiên của châu Âu xây bằng khổ đường sắt tiêu chuẩn, và vẫn đang còn vận hành. Tuyến đường sắt Semmering là một bộ phận của tuyến đường sắt Nam Áo (Südbahn), nguyên xưa được xây dựng để nối giao thông giữa thủ đô Viên với thành phố cảng quan trọng Trieste của đế quốc Áo-Hung.
Tuyến đường sắt Semmering được UNESCO đưa vào danh sách Di sản thế giới năm 1998, trong khóa họp thứ 22.

## Lịch sử
Vì lý do quân sự và thương mại nên khoảng năm 1840, chính phủ Áo muốn xây 1 tuyến đường sắt nối giao thông giữa Wien với thành phố cảng Trieste và tới Milano (Ý). Năm 1842, tuyến đường sắt từ Wien tới Gloggnitz được khai trương. Từ 1844-1846, thiết lập tuyến đường từ Mürzzuschlag tới Maribor xuyên qua Graz. Đoạn đường còn thiếu giữa Gloggnitz và Mürzzuschlag bắt buộc phải đi qua đèo Semmering, vùng có địa thế cao và khó khăn.
Người ta nhờ kỹ sư người Venice (Ý) là Carl Ritter von Ghega thiết kế và đảm nhận việc thi công tuyến đường này. Ông ta đã lợi dụng địa thế nhiều khúc cong và sử dụng các cầu cạn (viaduct), và các đường hầm. Việc xây dựng kéo dài 6 năm từ năm 1848 tới 1854, sử dụng khoảng 20.000 công nhân. Đoạn đường sắt này có chiều dài tổng cộng 41 km, xuyên qua khoảng chênh lệch độ cao là 460 m với 14 đường hầm (trong đó đường hầm chính dài 1.431 m), 16 cầu cạn (trong đó nhiều cầu trên 2 mặt bằng), hơn 100 cầu cong xây bằng đá cùng 11 cầu nhỏ bằng sắt. 60% chiều dài của tuyến đường này có độ dốc từ 20-25‰ và hầu như toàn bộ tuyến đường đều cong, trong đó 16% có bán kính cong (ở chỗ quẹo) là 190 m. Các tường chống đỡ dọc tuyến đường và các nhà ga phần lớn được xây bằng đá (đào ra khi làm đường hầm). 

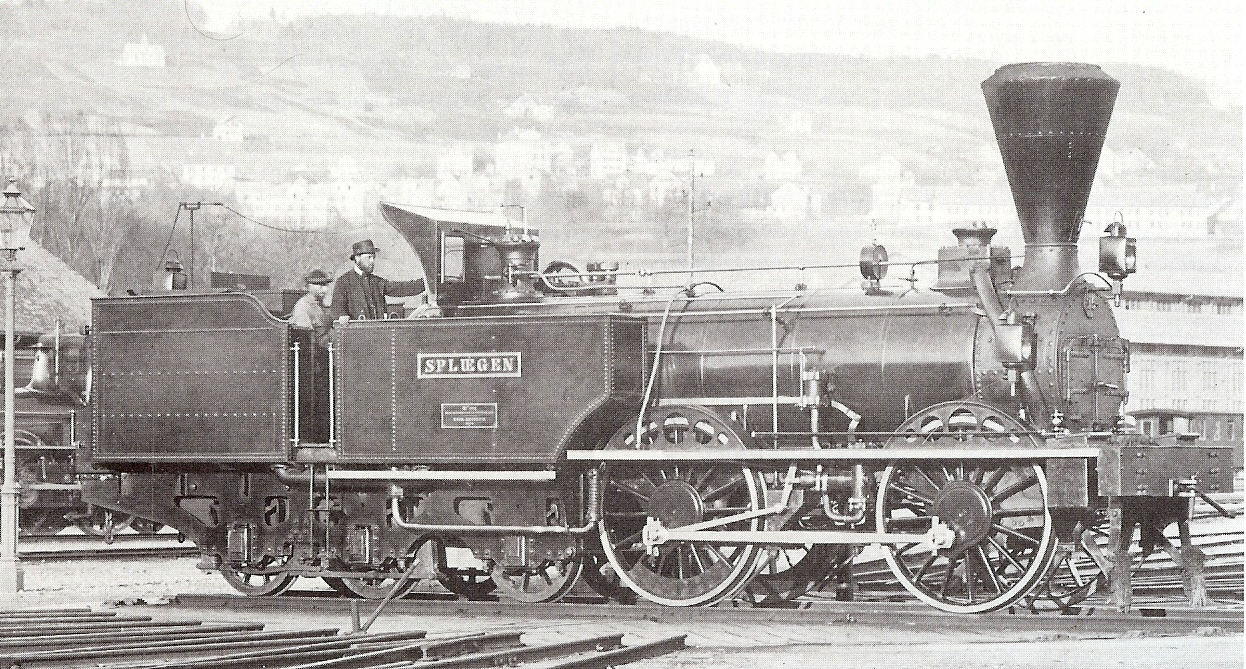
Đầu máy xe lửa Engerth

Việc xây dựng tuyến đường sắt này đã sử dụng 1 kỹ thuật đặc biệt tân tiến. Người ta đã áp dụng các phương pháp nghiên cứu mới và sử dụng các dụng cụ hiện đại. Người ta cũng phải chế ra 1 đầu máy kéo hoàn toàn mới gọi là đầu máy Engerth do Wilhelm von Engerth thiết kế, để có thể leo được độ dốc cao. Toa nhiên liệu được đặt ngay trong đầu máy để sức nặng của nhiên liệu và nước đè lên các bánh xe, khiến cho bánh xe bám chắc hơn vào đường sắt.
Khi cuộc Thế chiến nhứ nhất nổ ra, tuyến đường sắt này đã ngưng không được sử dụng và còn được giữ y nguyên.

## Ngày nay

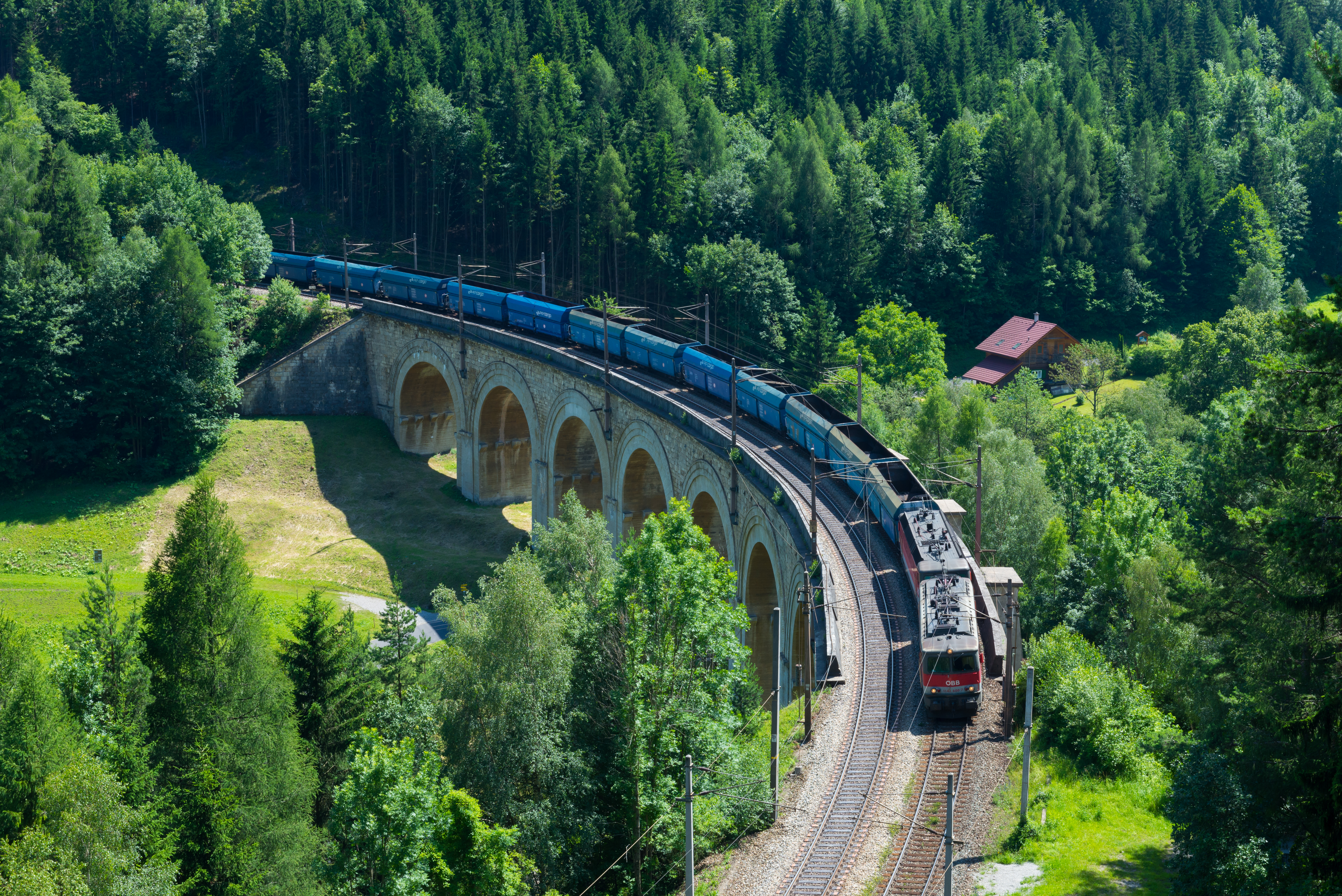
Xe lửa chở hàng hóa với đầu máy kéo gia tăng trên "Fleischmann-Viadukt"

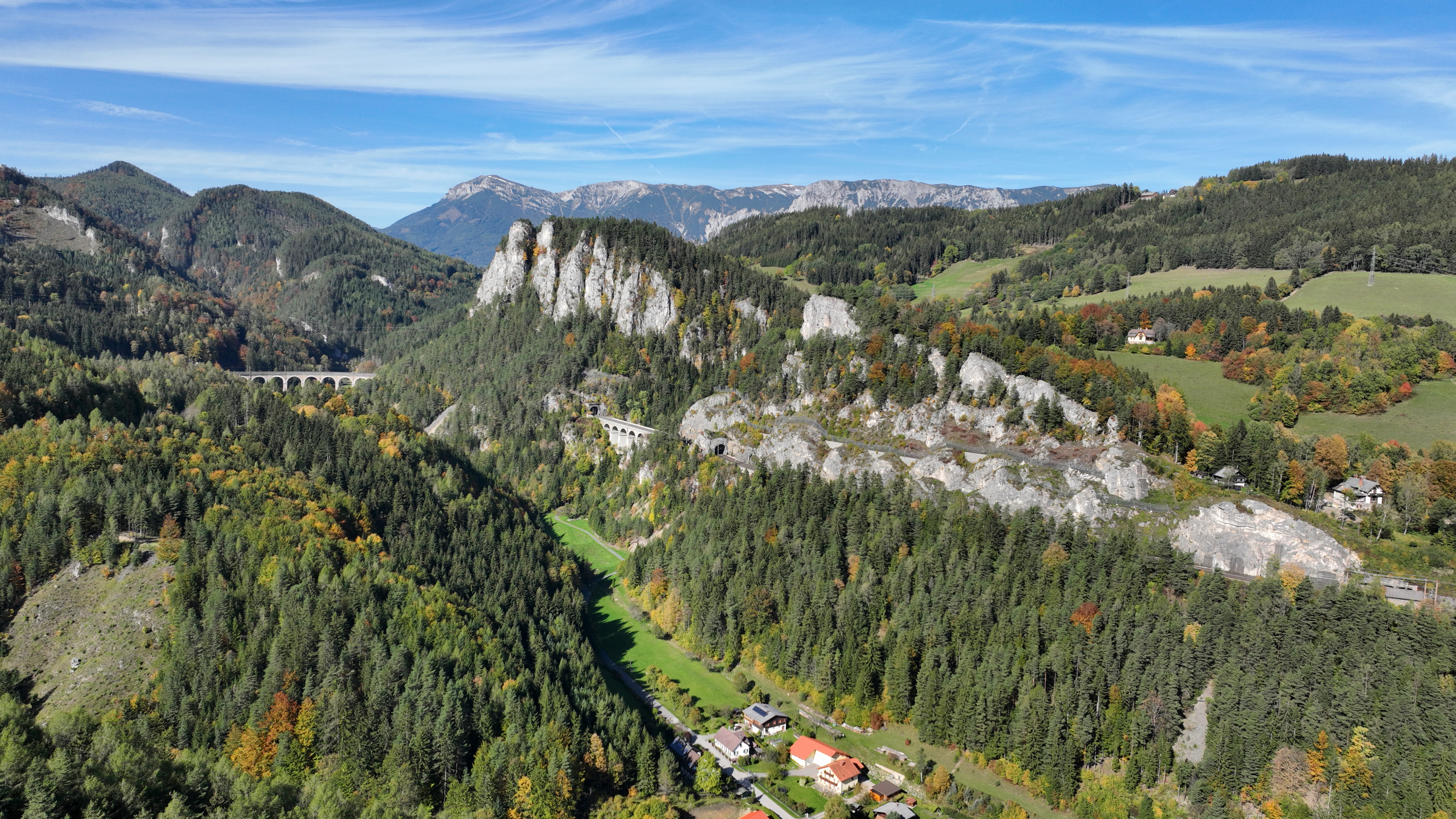
Tuyến đường sắt Semmerin với cảnh núi chung quanh

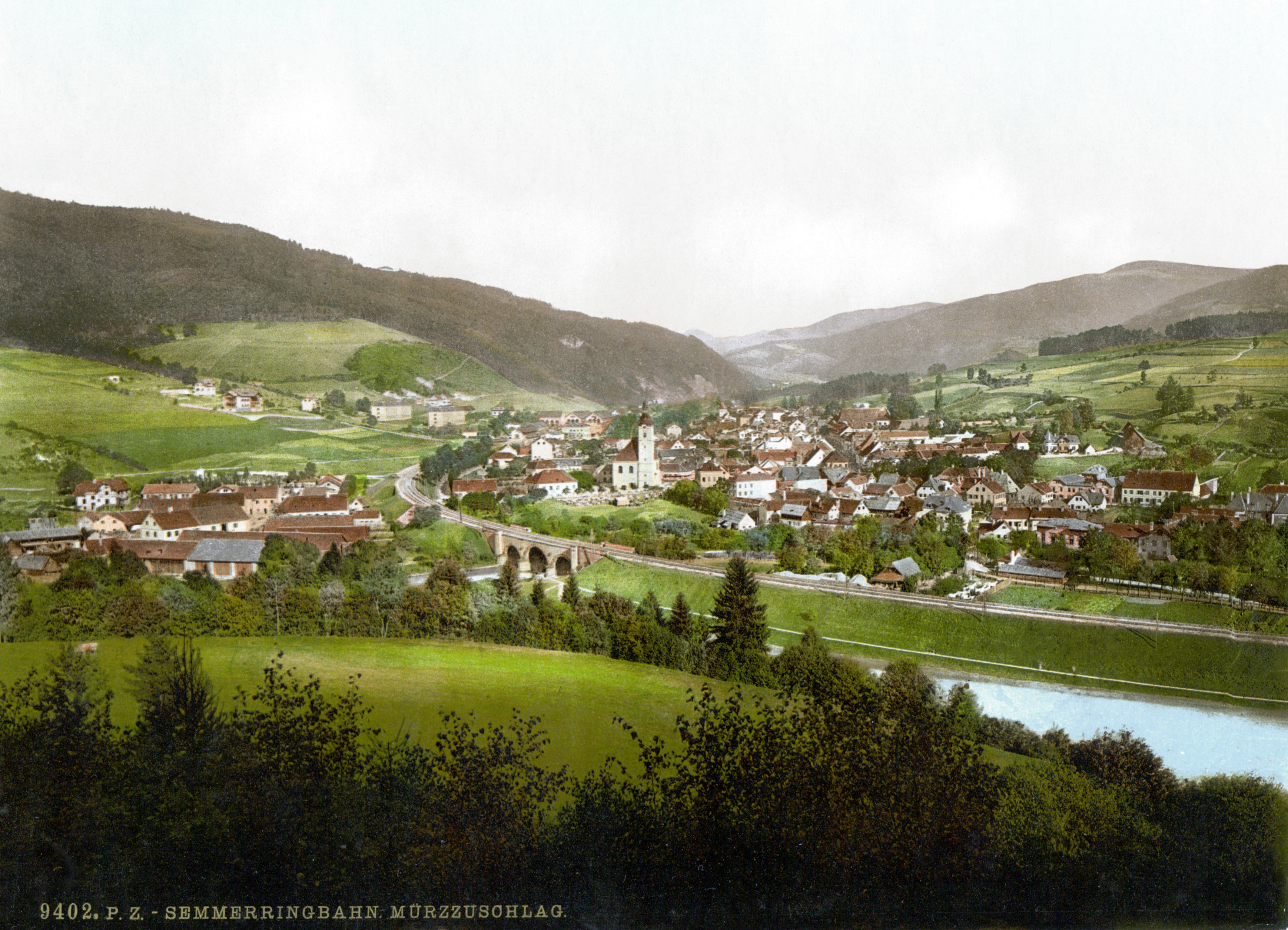
Đoạn đường sắt Semmering ở Mürzzuschlag, khoảng năm 1900

Trên nhiều tuyến đường sắt ở Áo, người ta áp dụng cả việc giao thông bên phía tay phải và phía tay trái. Trước đây, người ta giao thông bên phía tay trái, nhưng sau khi Áo bị sáp nhập(Anschluss) vào Đức quốc xã, thì bắt đầu đổi sang giao thông ở phía tay phải, nhưng chưa bao giờ hoàn thành việc chuyển đổi này. Tuyến đường sắt Semmering tiếp tục giao thông phía tay trái. Năm 1959, người ta đưa điện vào sử dụng trong tuyến đường này và ngày nay người ta lợi dụng các đầu máy kéo chạy bằng điện rất mạnh của Österreichische Bundesbahnen (Cơ quan đường sắt Liên bang Áo) trên tuyến này.
Năm 1860, người ta phải mất 2 giờ 4 phút để kéo 1 xe lửa nặng 140 tấn đi hết quãng đường này. Ngày nay người ta có thể kéo 1 xe lửa nặng 1.000 tấn qua quãng đường này chỉ mất 42 phút mà thôi. Tuy nhiên tuyến đường sắt Semmering này cũng bị một số mặt hạn chế: 
- Thời gian di chuyển qua đoạn đường này quá lâu, không thể cạnh tranh với xe hơi.
- Các đường hầm khiến cho các toa xe chở hàng bị hạn chế, cũng như không thể sử dụng các toa xe 2 tầng để chở hành khách.
- Độ dốc cao đòi phải có nhiều đầu máy kéo để kéo các chuyến tàu có nhiều toa hàng hóa - nếu không - phải chia thành nhiều chuyến, như vây sẽ tốn tiền.
- Tốc độ khó tăng vì có nhiều khúc quẹo với bán kính quá nhỏ.
- Quá nhiều cầu, cầu cạn và đường hầm khiến cho việc bảo trì quá tốn tiền.

Đồng thời tuyến đường sắt này bị thêm áp lực sau khi Slovenia gia nhập Liên minh châu Âu năm 2004, vì nhu cầu vận tải theo trục bắc nam gia tăng nhiều.
Năm 1989 người ta đã lập dự án xây 1 đường hầm căn bản qua đèo Semmering, sẽ khiến cho thời gian xe chạy trên tuyến đường sắt Nam Áo giảm được ít nhất 30 phút và đồng thời giải quyết được các khó khăn kỹ thuật của tuyến đường sắt Semmering. Tuyến đường sắt cũ này sẽ được gìn giữ cho các chuyến xe lửa chạy trong Vùng và chở các du khách. Dự án xây đường hầm căn bản mới đã được đưa vào kế hoạch của Cơ quan đường sắt Liên bang Áo (Österreichische Bundesbahnen) và mùa xuân năm 2008, người ta đã xác định nơi sẽ đặt tuyến đường sắt mới. Tuy nhiên, dự án kỹ thuật vẫn chưa quyết định và chưa biết khi nào sẽ khởi công xây dựng. Bang Niederösterreich chống đối việc xây đường hầm mới, nhưng Bộ trưởng Bộ giao thông Áo và Trưởng bang Niederösterreich nay đã nhất trí về dự án này.
Hình tuyến đường sắt Semmering đã được dùng làm chủ đề cho nhiều đồng tiền kim loại và huy chương. Một trong tiền kim loại nổi tiếng nhất gần đây là đồng euro bằng vàng và bạc đúc năm 2004 nhân kỷ niệm 150 năm tuyến đường sắt này.

## Hình ảnh

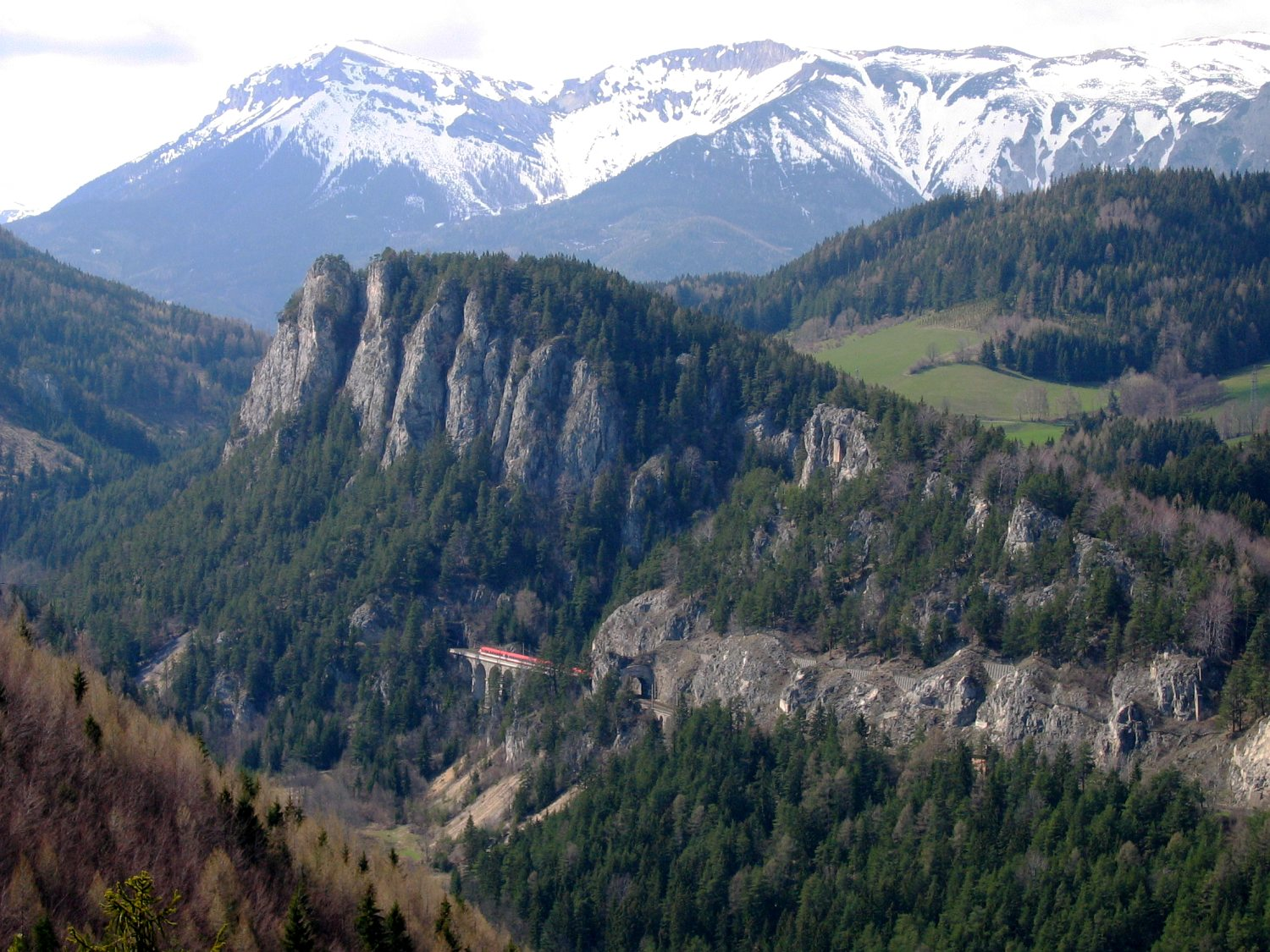
Tuyến đường sắt Semmering với cảnh núi non bao quanh
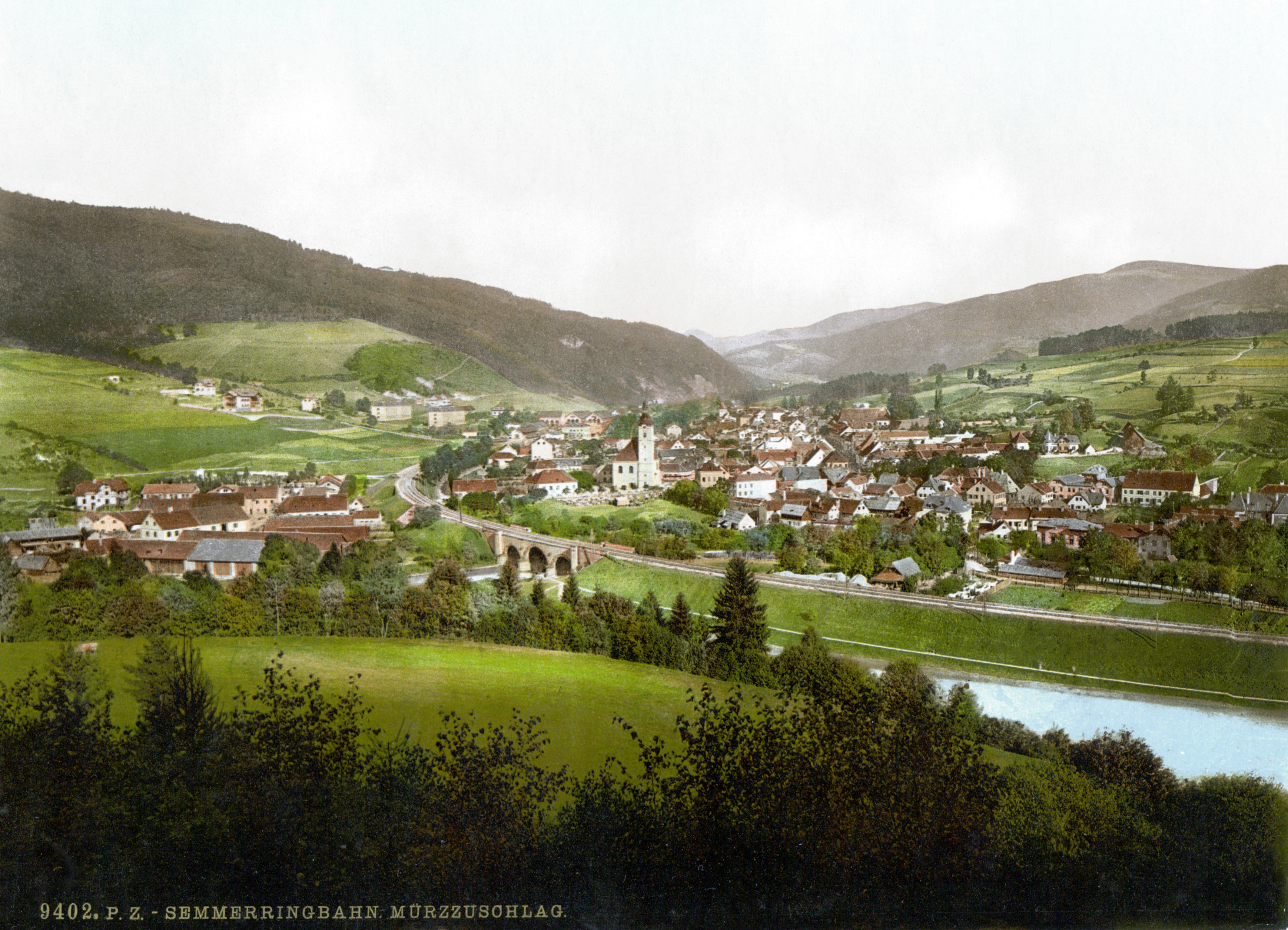
Tuyến đường sắt Semmering tại Mürzzuschlag, khoảng năm 1900
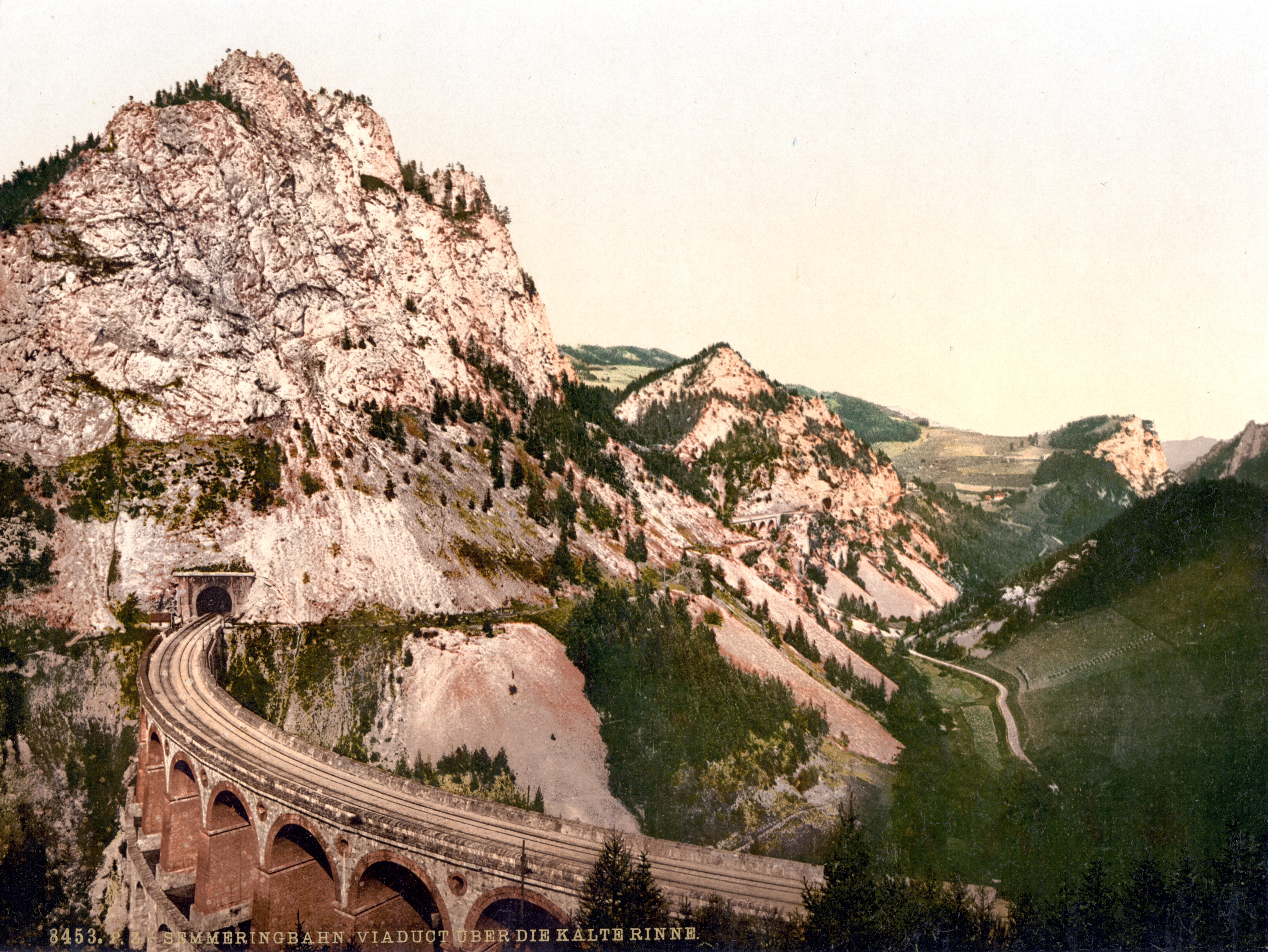
Cầu cạn trên Tuyến đường sắt Semmering, khoảng năm 1900